# Японский амадай
Японский амадай, или жёлто-красный амадай, или жёлто-красный кафельник (лат. Branchiostegus japonicus), — вид лучепёрых рыб семейства малакантовых (Malacanthidae). Морские придонные рыбы. Распространены в западной части Тихого океана. Максимальная длина тела 46 см. Промысловая рыба.

## Описание
Голова большая, квадратной формы. Длина головы составляет от 26 до 30 % (обычно 28 %) стандартной длины тела. Угол предкрышки варьирует от 90 до 95°, задний край предкрышечной кости без выемки, прямой. Диаметр орбиты глаза составляет около 28 % длины головы. Рот конечный, немного косой. Окончание верхней челюсти расширенное, доходит до вертикали, проходящей через переднюю треть глаза.

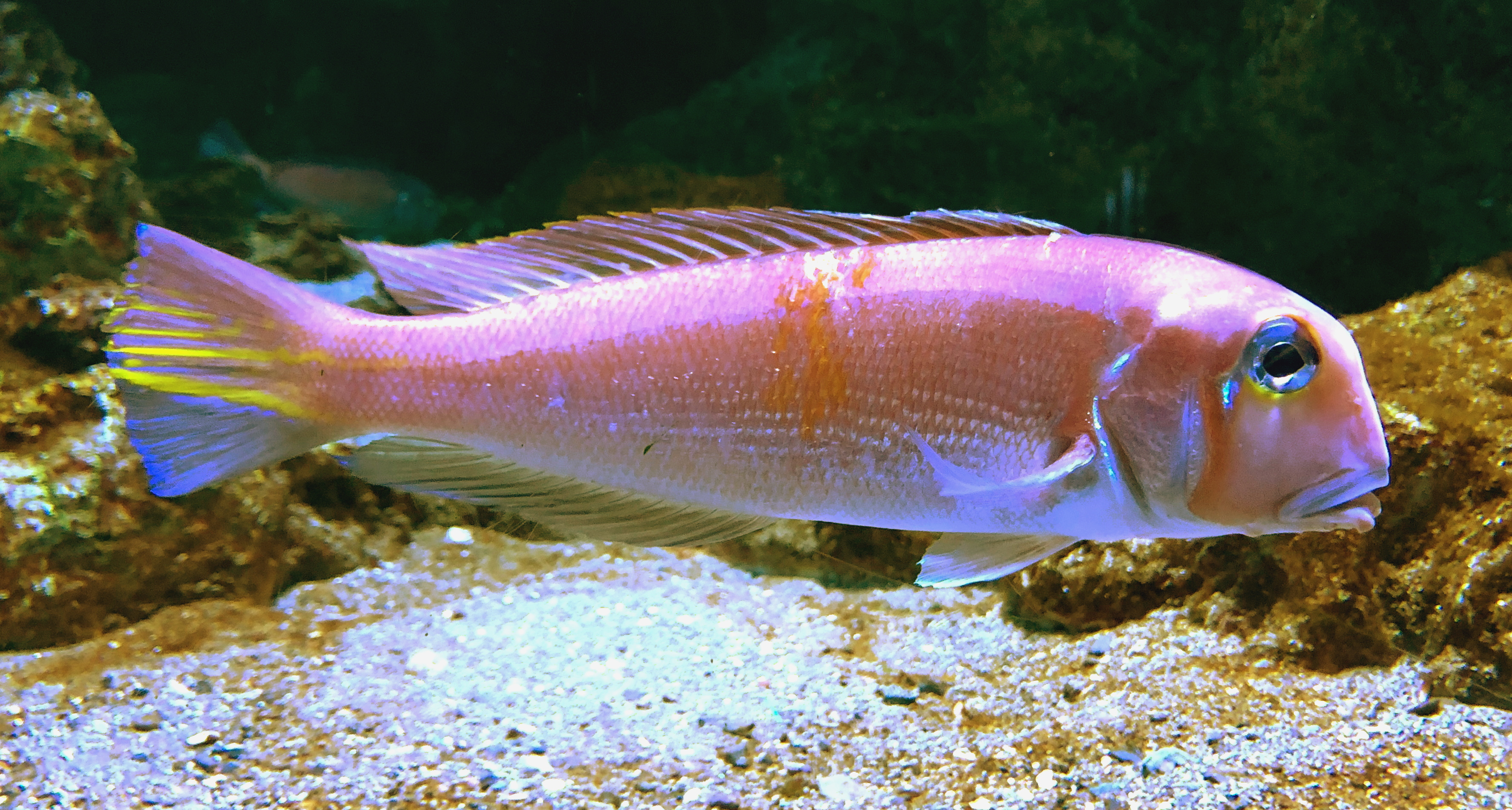

Тело розовато-красного цвета с золотистым оттенком и слабыми желтоватыми пятнами. В средней части спины есть несколько светло-красных пятен неправильной формы. Предорсальный гребень тёмный. Голова без подглазничных серебристых полос, но с характерной большой заглазничной серебристо-белой областью треугольной или ромбовидной формы. Хвостовой плавник с 5 или 6 ярко-жёлтыми полосами (две средние полосы более широкие).
Максимальная длина тела 46 см, обычно до 35 см. Масса тела — до 1,3 г.

## Биология
Морские придонные рыбы. Обитают на глубине 30—265 м над песчано-илистыми или ракушечно-песчано-илистыми грунтами. Роют норы, в которых скрываются от хищников и проводят ночные часы.
Нерестятся в июле и октябре. Икра и личинки пелагические. Икринки перемещаются в толще воды в виде массы, покрытой слизью. Максимальная продолжительность жизни 18 лет у самок и 14 лет у самцов.

## Ареал
Распространены в северо-западной части Тихого океана от Хонсю и Кюсю (Япония) до Восточно-китайского моря и, вероятно, до юга Вьетнама и Филиппин.

## Взаимодействие с человеком
Японский амадай является важным промысловым объектом, особенно в водах Японии. Мировые уловы варьировали от 500 тонн (до 1956 года) до максимума 12460 тонн в 1970 году; затем снизились до примерно 6000 тонн ежегодно. Ловят донными ярусами и тралами. Реализуются в свежем и солёном виде, а также идут на производство консервов.